# Сахамедиа
Акционерное общество «Республиканский информационно-издательский холдинг Сахамедиа» — крупная компания на информационном рынке Республики Саха (Якутия). Холдинг создан 9 ноября 2012 года Указом Главы РС(Я) на базе редакций республиканских газет «Саха Сирэ» (на якутском языке), «Якутия». В компании реализуется полный цикл работы с контентом: создание, дизайн, рекламно-маркетинговое продвижение, онлайн-трансляции, собственная служба распространения. Позиционирует себя как конвергентный мультимедийный холдинг. Штаб-квартира холдинга находится в Якутске.
Входящая в состав холдинга газета «Якутия» является старейшей в республике, издается с 1917 года, награждена орденом «Знак Почёта». Её первым редактором был известный революционер Емельян Ярославский.
Кредо «Сахамедиа» — распространение достоверной информации о политике, экономике, образовании, здравоохранении, спорте, культуре и других важных сферах жизни общества.

## Основные медийные ресурсы
- газета «Якутия»

- газета «Саха Сирэ»[7]

- информагентство «ЯСИА»[4]
- сетевое издание «Эдэр Саас» (на якутском языке)[8]
- сайт «Якутия-Daily»[9]
- еженедельник «Аргументы и факты на Севере» (yakutia.aif.ru)[10]
- рекламно-информационный портал «Сахамедиа»[11]
- Республиканский медиа-центр[12], оснащённый цифровым программно-аппаратным комплексом.

Республиканский медиа-центр открыл свои двери 4 июня 2015 года. Универсальная мультимедийная площадка для проведения пресс-конференций, презентаций, онлайн-трансляций полностью соответствует техническим и функциональным требованиям, предъявляемым к медиаобъектам федерального значения. Высокую оценку обновлённой площадке дал лауреат главного приза Венецианского кинофестиваля «Золотой лев», польский режиссёр Кшиштоф Занусси, выступавший в медиа-центре в рамках третьего Якутского международного кинофестиваля.

## История компании
В феврале 2013 год Указом Президента Республики Саха (Якутия) № 1702 «О мерах по развитию государственных средств массовой информации Республики Саха (Якутия)» создано открытое акционерное общество «Республиканский информационно-издательский холдинг Сахамедиа» путем слияния открытого акционерного общества "Редакция газеты «Саха Сирэ», открытого акционерного общества "Редакция газеты «Якутия».

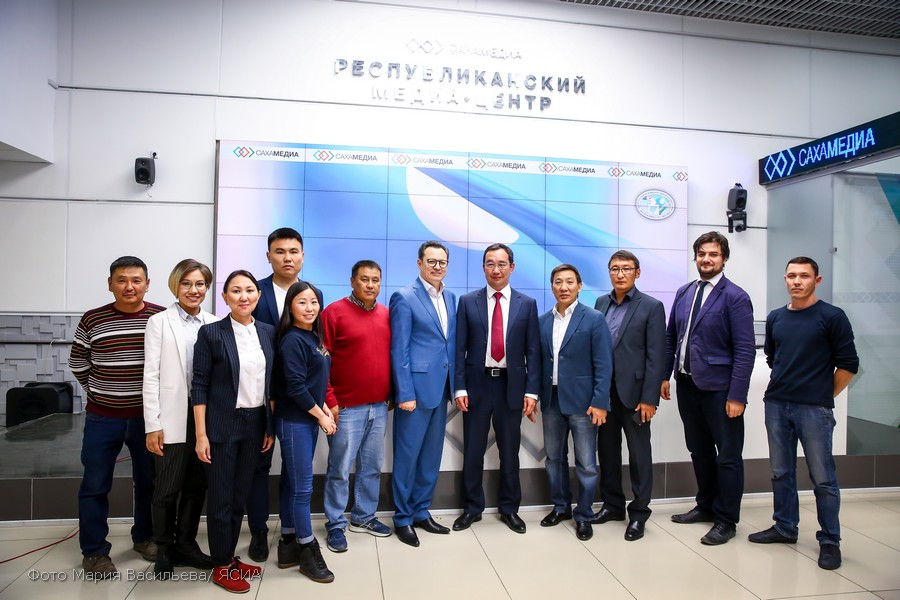
Встреча с главой РС (Я) Айсеном Николаевым в Медиа-центре «Сахамедиа»

В августе 2014 года Распоряжением Правительства Республики Саха (Якутия) № 860-р "Об увеличении уставного капитала ОАО РИИХ «Сахамедиа» в состав холдинга вошел Республиканский пресс-центр.
В июне 2015 года начал работу Республиканский медиа-центр с современным оборудованием, аппаратно-студийным комплексом, с возможностью трансляций на интернет-ресурсах холдинга «Сахамедиа».
В августе 2015 года на основании Указа Президента Республики Саха (Якутия) «О мерах по развитию государственных средств массовой информации Республики Саха (Якутия)» от 9 ноября 2012 года N 1702 в составе холдинга «Сахамедиа» начала свою работу редакция «Якутского Саха-Информационного агентства» (ныне — «YSIA.RU»).
В ноябре 2016 года состоялся запуск первого в республике сайта на якутском языке «Edersaas.ru».
В январе 2017 года республиканские газеты «Якутия» и «Саха Сирэ» начали распространяться бесплатно в рамках исполнения поручений Президента PC (Я) ПР-182-А1 от 20.12.2013 «По организации совместных выпусков республиканских газет „Якутия“, „Саха Сирэ“ и районных (улусных) газет».
В мае 2018 года создана Единая SMM-служба для работы с социальными сетями и мессенджерами .
В июле 2018 года холдинг «Сахамедиа» вернулся на рынок платных печатных периодических изданий: газеты «Якутия» и «Саха Сирэ» стали выпускаться объёмом 40 полос (1 раз в неделю) и начали отпускаться в розничную продажу.
В июле 2019 года был запущен сайт «ЯкутияDaily» в качестве расширенной электронной версии газеты «Якутия».

## Факты
С 2014 года информагентство «ЯСИА» стабильно удерживает первое место в рейтинге цитируемости «Медиалогии» среди якутских и дальневосточных СМИ.
В июле 2017 года Межрегиональный холдинг PrimaMedia и крупнейший якутский холдинг «Сахамедиа» подписали Соглашение о сотрудничестве, цель которого — создание единого информационного пространства на Дальнем Востоке.
Летом 2020 года генеральный директор «Сахамедиа» Алексей Чертков стал участником номинации «Устойчивое развитие и социальную ответственность медиабизнеса» Премии «Медиа-Менеджер России-2020», его выступление было посвящено теме «За поэтапное выявление когорты новых героев рабочих профессий и лидеров в социальной сфере, выдвигаемых жителями республики, трудовыми коллективами».

## Цифры
Месячный тираж газет «Саха Сирэ», «Якутия» и «Аргументы и факты на Севере» — 16 800.
Суммарное количество просмотров на сайтах «Сахамедиа» за месяц — 1 884 854.
Суммарное количество подписчиков в соцсетях — 189 382.

## Проекты
- Специальный проект ТАСС и «Сахамедиа» «От хапсагая до Кубка мира»[26].
- Народная премия «Гордость Якутии»[27]